# Jiangyin, Fujian
Jiangyin (kinesiska: 江阴) är en köping i sydöstra Kina. Den ligger i Fuqing i staden Fuzhou i provinsen Fujian, omkring 68 kilometer söder om provinshuvudstaden Fuzhou. Antalet invånare är 71 473. Befolkningen består av 34 053 kvinnor och 37 420 män. Barn under 15 år utgör 20,0 %, vuxna 15-64 år 72 %, och äldre över 65 år 7,0 %.